# William Giles
William Giles (* 27. Dezember 1791 in Great Staughton, Huntingdonshire in England; † 11. Mai 1862 Beaumont bei Adelaide in Australien) war ein englischer Manager der South Australian Company und ein früher Politiker in South Australia, der maßgeblich an der Gründung der damaligen Kolonie South Australia beteiligt war.

## Leben
Giles war der Sohn von Thomas Giles und Mary Stokes. Er besuchte die Kimbolton Grammar School in Kent und nach seinem Schulabschluss wurde er Privatsekretär eines Bankers. 1813 heiratete er Sarah Roper, mit der er sechs Söhne und drei Töchter hatte. Er lebte zunächst in Mitcham, in Surrey und später in London. Seine erste Frau starb 1833. Nach einer fünfmonatigen Seereise 16. Oktober 1837 kam er auf dem Dreimaster Hartley mit seiner zweiten Frau, Emily Elizabeth McGeorge, und ihren zwei Kindern nebst seinen eigenen neun Kindern nach Kingscote auf Kangaroo Island an. In Kingscote, der ersten europäischen Siedlung von South Australia befand sich der Sitz der South Australian Company, die die Aufgabe hatte, das Land zu kolonisieren. Ursprünglich sollte dort die Hauptstadt von South Australia entstehen. Später entschied man sich für Adelaide.
In Kingscote kümmerte sich Giles um den Walfang und die Schifffahrtsunternehmungen der Company, die wenig dort erfolgreich war. Besonders Augenmerk richtete er auf die sozialen Verhältnisse der Wal- und Robbenfänger auf der Insel, die dort vegetierten und er half den Immigranten.

## Arbeit
Im Januar 1841 wurde Giles der dritte Kolonialmanager der South Australian Company in Kingscote nach Adelaide. In der darauf folgenden wirtschaftlichen Depression schränkte die Company ihre wirtschaftlichen Aktivitäten ein und er bewirtschaftete ein kleines Gelände für sie, wo er Schafe züchtete und Wolle verkaufte. Im wirtschaftlichen Aufschwung von 1845 entwickelte sich der Kupferbergbau, die Company kaufte Gelände und er steigerte den wirtschaftlichen Erfolg der Company, indem er die Anzahl der Pächter von landwirtschaftlichen Gelände, das der Company gehörte, vorantrieb. Beispielsweise erhöhte er in den Jahren 1846 bis 1851 die Anzahl der Pächter von 124 auf 476. Mit dem Goldrausch kamen viele Menschen in dieses Gebiet. Es gelang Giles Land zu verpachten und hohe Preise sowohl für die Pacht als auch für landwirtschaftliche Produkte der Company, wie Wolle, zu erzielen.
Giles war er überaus erfolgreich in der landwirtschaftlichen Entwicklung von der Kolonie South Australia, die sich positiv entwickelte und wirtschaftlich stabilisierte. Er war der erfolgreichste Manager und größte Arbeitgeber in der Kolonie jener Zeit.
Giles war unter anderem jahrelang als Laienprediger für die Society for the Preservation of Religious Freedom. 1851 wurde er in die Kolonialregierung von South Australia gewählt. 1861 trat er aus dem Dienst der Company aus.